# 桑賈伊·古普塔

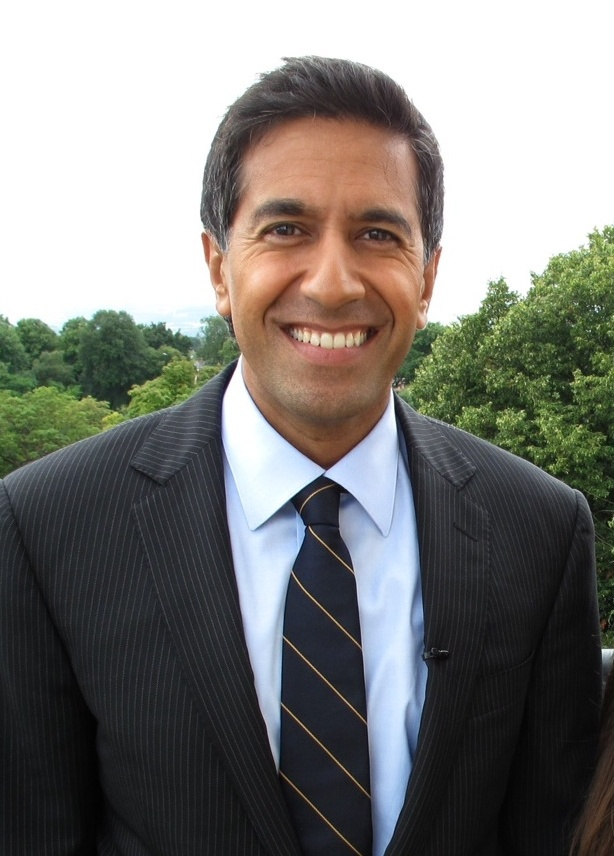
桑賈伊·古普塔

桑賈伊·古普塔（英語：Sanjay Gupta，/ˈsɑːndʒeɪ ˈɡuːptə/ ，1969年10月23日—），生於美國密西根州諾買（Novi），擁有醫學士（MD）學位，是一名神經外科醫師，在喬治亞州亞特蘭大市的葛雷迪紀念醫院（Grady Memorial Hospital）擔任神經外科副主任醫師。在埃默里大學醫學院擔任神經外科學助理教授。他也是一名醫療記者，服務於CNN。

## 生平
古普塔是印度裔美國人，在美國出生。在1960年代，其父母蘇巴斯·朴雅卡（Subhash Pryanka）與達馬雅提·古普塔（Damayanti Gupta），帶著他的兄長，全家移民至美國，在福特汽車工作。古普塔在密西根大學取得生物科學學士學位，1993年在密西根大學醫學院取得醫學士。